# Olive McKean
Olive McKean (n. 10 august 1915, Chehalis⁠(d), Washington, SUA – d. 31 martie 2006, Troutdale⁠(d), Oregon, SUA) a fost o înotătoare ce a reprezentat Statele Unite ale Americii, medaliată olimpică. A participat la o ediție a Jocurilor Olimpice (1936) în care a câștigat două medalii de bronz.